# Neandertalare i Gibraltar
Neandertalarna i Gibraltar är fynd efter neandertalare på Gibraltar, de första upptäckta 1848. De var bland de första som upptäcktes av moderna forskare och fynden på Gibraltar är bland de mest välstuderade av Europas neandertalfynd. Det finns ett antal studier om neandertalarnas utrotning som betonar att det finns regionala skillnader. Studierna menar att Iberiska halvön fungerade som ett refugium för den krympande neandertalbefolkningarna. Neandertalarna i Gibraltar var en av många grupper i en bortdöende population. Man trodde att Neandertalarna levde kvar vid Gibraltar till för cirka 30 000 år sedan. Den iberiska halvön söder on floden Ebro skulle ha varit neandertalarnas sista fäste i Europa. Detta var baserat på felaktiga förorenade dateringar och neandertalarna dog troligen ut för omkring 42 000 år sedan. Många andra neandertalbefolkningar dog ut ungefär samtidigt.

## Neandertalare i Gibraltar
Skallen från en neandertalkvinna, upptäckt i ett stenbrott 1848, var den andra neandertalskallen som någonsin hittats och den första vuxna neandertalskallen som upptäcktes, åtta år före upptäckten av skallen i Neandertal, Tyskland. Om den hade erkänts som en separat art, hade den arten kanske kallats Calpican (eller Gibraltarian) istället för Neanderthal-man. Skallen från ett neandertalbarn upptäcktes i närheten 1926. Neandertalarna har bott på tio platser på Gibraltarhalvön längst ner i Iberiska halvön. Platsen var en av de tätast befolkade områdena av neandertalare i Europa, även om det inte var den sista boplatsen som man tidigare har trott.
Gibraltargrottorna där neandertalarna bodde har grävts ut och det har gett mycket information om deras livsstil och områdets förhistoriska landskap och dess växter och djur. Halvön låg vid kanten av en fruktbar kustslätt, som har sjunkit i havet. På kustslätten fanns en stor variation av djur och växter som neandertalarna utnyttjade och det gav en mycket varierad kost. Till skillnad från norra Europa, som genomgick massiva svängningar i sitt klimat och var stort sett obeboeligt under långa perioder, njöt den södra delen av Iberiska halvön av ett stabilt och milt klimat i över 125 000 år. Det blev en fristad under istiden för djur, växter och neandertalare. För cirka 42 000 år sedan genomgick klimatet plötsliga förändringar som orsakade avsevärda störningar i Gibraltar-neandertalarnas födokällor. Population utsattes för belastningar, vilket ledde till deras utrotning i stora områden av Europa med liknande klimat som vid Gibraltar. I Gibraltar lämnades de sista spåren av H neanderthalensis cirka 40 000 f.Kr.

### Forbes' Quarry

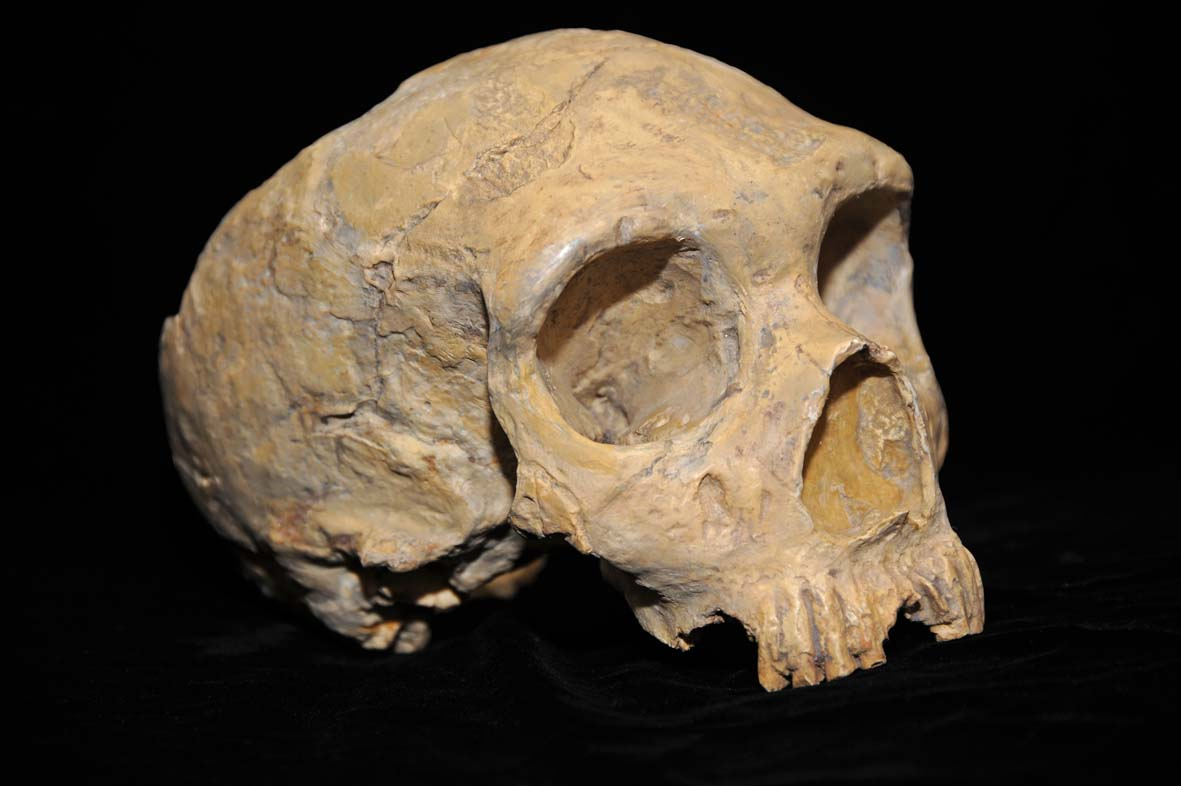
Gibraltar 1 en skalle hittad 1848 i Forbes' Quarry.

De första fynden av Neandertalare i Gibraltar kom 1848 under utgrävningar i samband med byggandet av en befästning kallad Forbes' Barrier vid norra änden av Gibraltarberget. Skallen från en neandertalare hittades i Forbes' Quarry av löjtnant Edmund Flint, även om dess exakta fyndplats är okänd. Fyndet var föremål för en presentation för Gibraltar Scientific Society av löjtnant Flint i mars 1848. Det insågs inte då att skallen, nu känd som Gibraltar 1, tillhörde en separat art och det var inte förrän 1862 som den studerades av paleontologerna George Busk och Hugh Falconer under ett besök i Gibraltar. De presenterade en rapport om skallen för British Association for the Advancement of Science 1864 och föreslog att arten skulle kallas Homo calpicus efter Mons Calpe, det antika namnet för Gibraltar. Det var först senare som det insågs att skallen var en representant för Homo neanderthalensis, som hade fått sitt namn efter Neandertal 1-skallen som hittades i Tyskland 1856. Busk beskrev den som "karaktäristisk för en ras som sträcker sig från Rhen till Herkules pelare", vilket underströk dess betydelse som bekräftelse att Neandertal 1-exemplaret verkligen var en medlem av en särskild art och inte bara en deformerad individ av Homo sapiens. Skallen var det första vuxna kraniet efter en neandertalare som hade upptäckts och, även om den är liten, är den nästan komplett. Det tros ha tillhört en kvinna på grund av sina graciösa drag.

### Fossilfynd vid Devil's Tower Cave

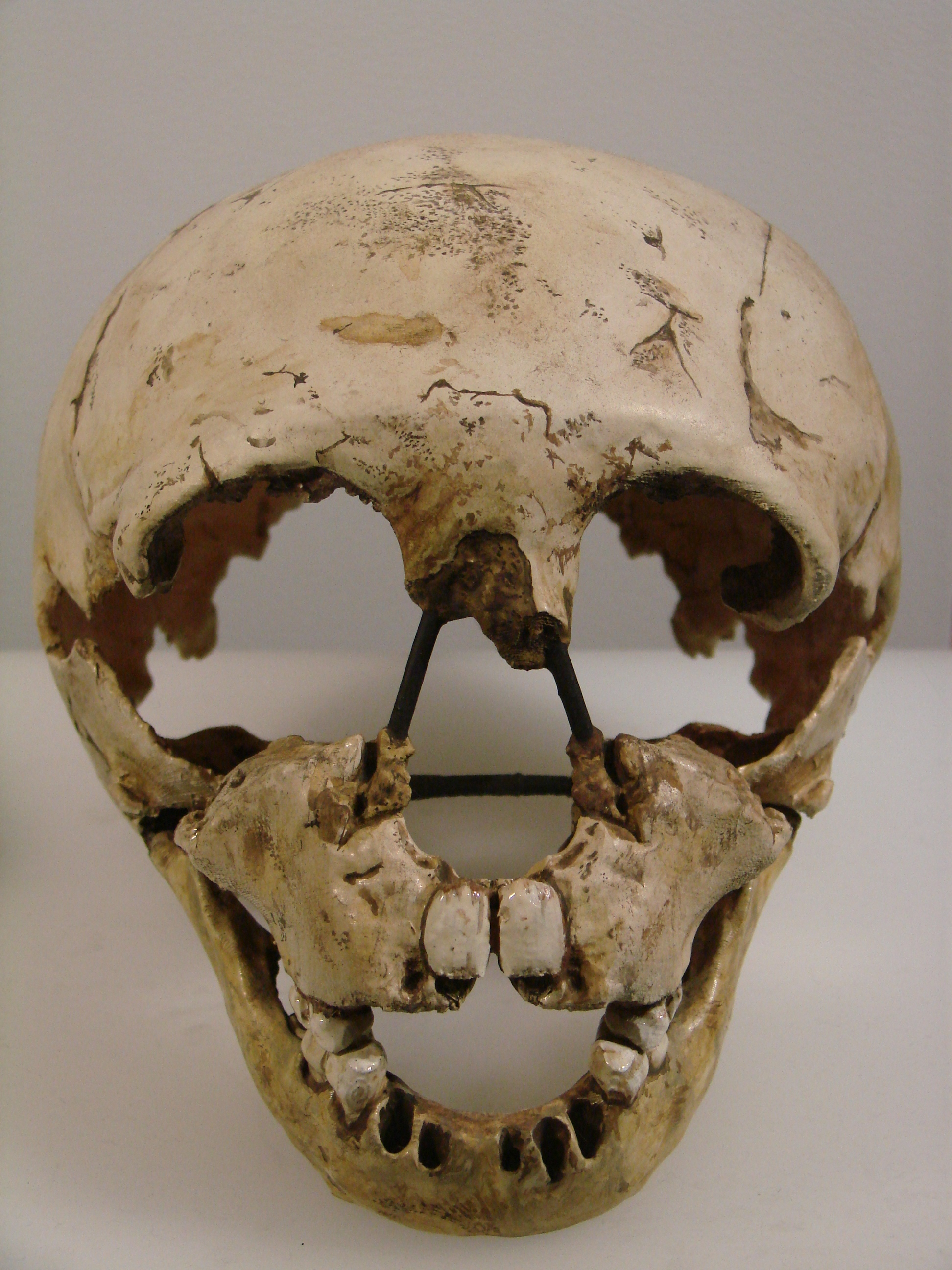
Gibraltar 2 skallen upptäckt 1926 i Devil's Tower Cave.

År 1926 hittades en andra neandertalskalle av Dorothy Garrod på en klipphydda som heter Devil's Tower, mycket nära Forbes' Quarry. Denna fossil, känd som Gibraltar 2, är mycket mindre komplett än Gibraltar 1-skallen och har identifierats som tillhörande ett fyra år gammalt barn. Ytterligare utgrävningar vid de två platserna är omöjliga. Brytning vid Forbes' Quarry har inneburit att den i stort sett har tömts på pleistocena sediment medan Devil's Tower är direkt under Gibraltarklippan och är en av de farligaste platserna på hela halvön på grund av frekventa stenras.

## Områden med bosättning

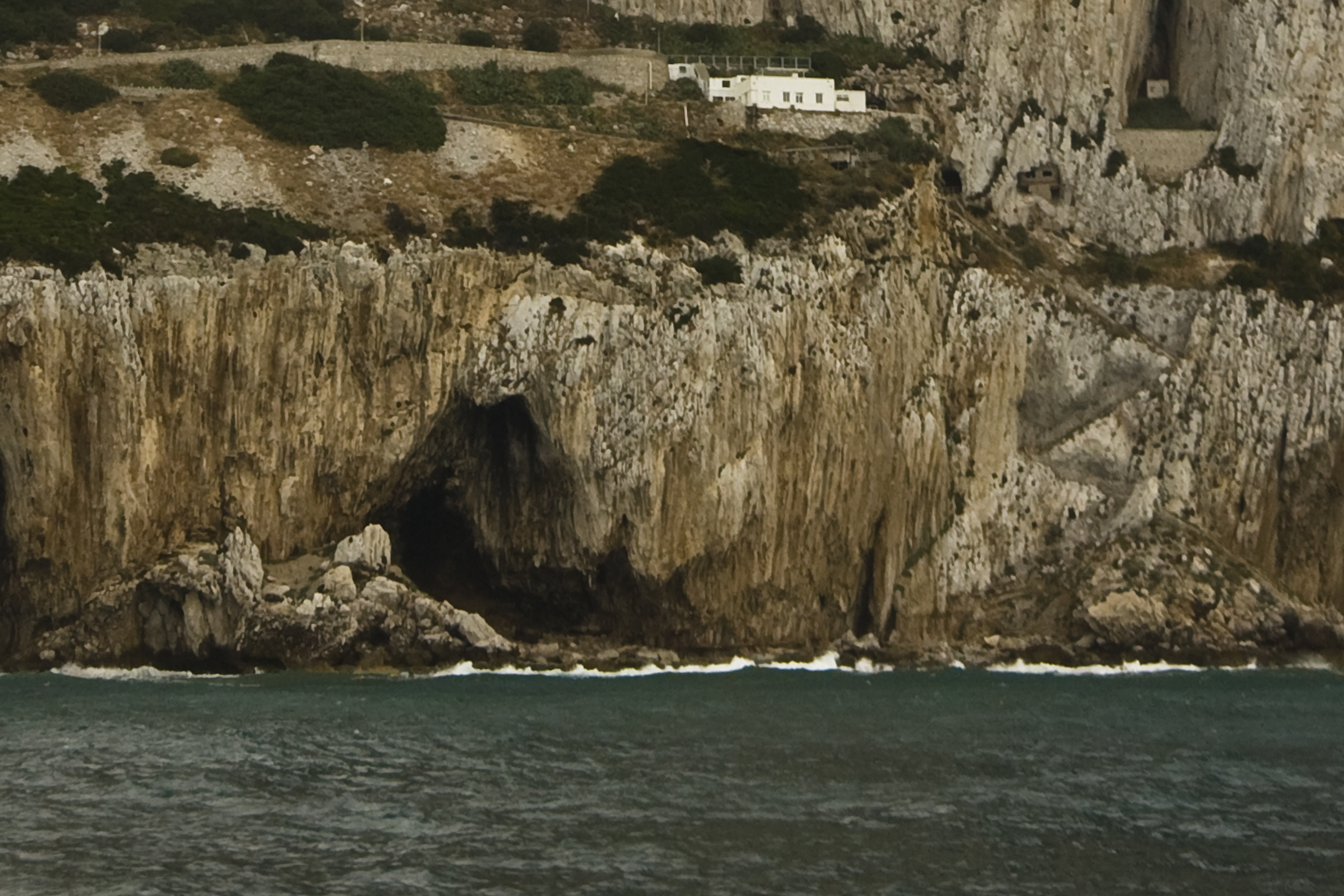
Ingången till Gorham's Cave på sydöstra sidan av Gibraltarklippan.

Gibraltars kalkstenmassiv är fylld med grottor - dess antika namn, Calpe, betyder "ihålig" - och det var här arkeologerna fokuserade sina ansträngningar för att hitta neandertalbosättningar. Tio sådana platser har hittills upptäckts, varav de viktigaste är fem grottor på den östra sidan av berget: Ibex Cave, högt uppe på östsidan, som upptäcktes 1975 på grund av att den var begravd under sanden som blåstes dit från Great Gibraltar Sand Dune, samt fyra havsgrottor nära havsnivån på den sydöstra sidan: Boathoist Cave, Vanguard Cave, Gorham's Cave och Bennett's Cave.
Storskaliga utgrävningar 1947–1954 av John d'Arcy Waechter visade att Gorham's Cave hade varit bebodd i över 100 000 år under mellersta paleolitikum, övre paleolitikum och slutligen under holocen. Ytterligare utgrävningar har utförts i Gorham's, Vanguard och Ibex Caves sedan 1994 som en del av Gibraltar Museums Gibraltar Caves Project. Utgrävningarna har avslöjat viktiga resultat från bosättningar av neandertalare. Platserna var begravda under många meter sand, nedfallna stalaktiter, fladdermusavföring och annat som lyckligtvis har bevarat en överflöd av paleontologiska kvarlevor och på de golv i grottorna där man bodde. Fynden har möjliggjort för paleontologer att rekonstruera invånarnas livssätt och deras miljö i detalj.
Fynden i Gorham's Cave inkluderar kol, ben, stenverktyg och brända frön från mellanpaleolitiska till övre paleolitiska perioder, medan Vanguard Cave innehåller pleistocena och avlagringar från mellersta paleolitikum. När Ibex Cave upptäcktes 1975 hittades femtio artefakter från mellersta pleistocen på ytan tillsammans med ryggradsdjur och snäckor. Neandertalarnas verktyg hittades vid en utgrävning som genomfördes där 1994 av Gibraltar Caves Project, även om grottans bosättning verkar ha varit mera sporadisk. De flesta av stenverktygen verkar ha deponerats under en enda period av bosättning, kanske under en så kort som en enda dag.

### Ristning i Gorhams cave

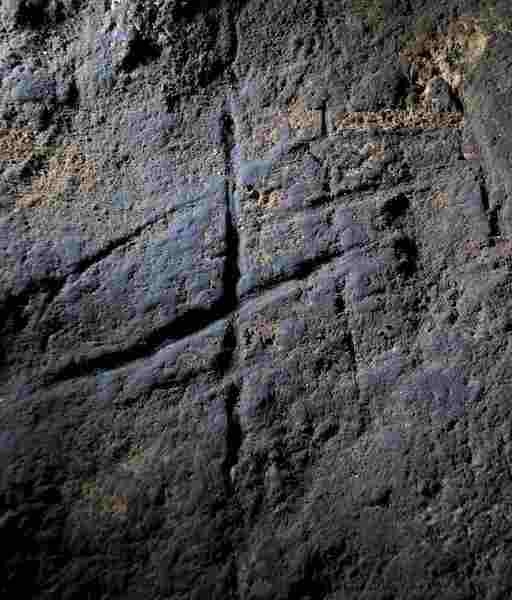
Förhistorisk ristning funnen i Gorham's Cave i juli 2012.

I juli 2012 upptäckte arkeologer en ristning i Gorham's Cave, begravd under 39 000 år gamla sediment, som har kallats "det äldsta kända exemplet på abstrakt konst". Ristningen består av en serie korsande linjer och finns cirka 100 meter in i grottan på en klippavsats som tros ha använts av neandertalarna som sovplats. Dess betydelse (eller om den hade någon betydelse) är inte känd, men forskare har beskrivit den som det första beviset på att neandertalarna hade den kognitiva förmågan att producera abstrakt konst. Gravyren gjordes uppenbarligen medvetet, och var inte en oavsiktlig biprodukt av andra processer som att skära kött eller flå pälsar av djur. Det har krävts en betydande ansträngning för att skära in ristningen i dolomitberget i grottan.

## Gibraltars förhistoria

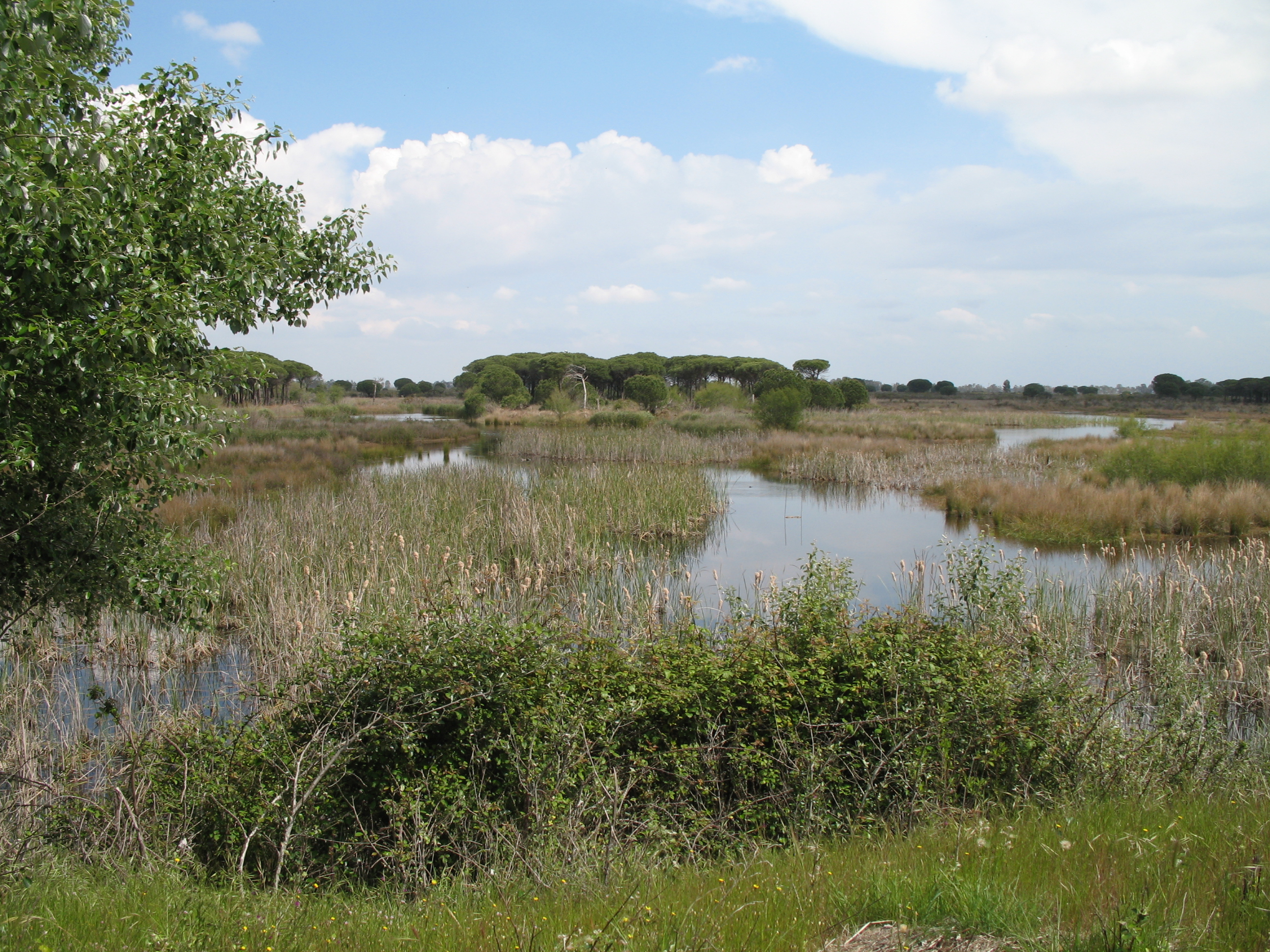
Landskapet i dagens Doñana National Park liknade det som kustslätten vid Gibraltar hade under pleistocen.

Pleistocena Gibraltar skilde sig fysiskt mycket från idag. Under istiderna var mycket större mängder vatten låst i polarisar och de kontinentala glaciärernas istäcke vilket medförde att havsnivåerna var mycket lägre än i dag. Under den senaste pleistocena perioden, då neandertalarna bebodde Gibraltar, var havsnivån så mycket som 85 meter lägre än i dag. Sänkningen av havsnivån gjorde att en kustslätt bred ut sig och ökade storleken på Gibraltarhalvön. Gibraltarbukten, i väster, var betydligt mindre än den är i dag och var förmodligen en flodmynning, medan den östra kusten av halvön skulle ha sträckt sig ut cirka 2,5 till 4,5 kilometer öster om den moderna strandlinjen. En annan liten flodmynning nordöst om Gibraltar skulle ha markerat den norra gränsen för halvöns strandlinje. Medan dagens Gibraltar är bara 6,8 kvadratkilometer stor, skulle den pleistocena kustslätten ha ökat ytan till cirka 35 kvadratkilometer.
Hela kustslätten är översvämmad av Gibraltarbukten, Gibraltar sund och Alboransjön på grund av havsnivåns höjning under de senaste 12 000 åren. Kustslättens miljö kan rekonstrueras i detalj med hjälp av pollen, frön och djurben som har hittats i Gibraltargrottorna. Det skulle huvudsakligen ha varit en sandig grässlätt med glesa träd och buskar, som hade en stor variation av flora och fauna. Vilda djur inkluderade viktiga jaktbyten - rådjur, uroxe, kaniner och vildsvin - och rovdjur inklusive fläckiga hyenor, leoparder, lodjur, vargar, brunbjörnar, vildkatter och eventuellt grottlejon. Gibraltar var, då som nu, en viktig anhalt på flyttvägen för fåglar mellan Europa och Afrika, och ett mycket brett utbud av fåglar fanns närvarande. Ben från grottorna visar på allmän närvaro av asätare som olika arter av gamar. Vattenfåglar levde i flodområdena på slätten. Miljön hade generellt sett samma utseende som nuvarande Doñana National Park, 132 kilometer nordväst om Gibraltar.
Regionen hade ett mycket stabilare och tempererat klimat än nästan alla andra platser på Iberiska halvön. Klimatets i det förhistoriskt Gibraltar kan studeras genom de djur som är mycket känsliga för variationer i värme och fuktighet, som till exempel Hermanns sköldpadda, som kräver en medeltemperatur över året på 14 °C för att dess ägg ska kläckas och en årlig nederbörd på högst 600 millimeter. Medan norra Europa genomgick massiva klimatsvängningar mellan tempererade perioder och extremt kalla arktiska förhållanden, som gjorde stora delar av kontinenten obeboelig under perioder, verkar Gibraltars förhistoriska klimat inte ha påverkats av sådana förändringar alls lika mycket. De klassiska däggdjuren från norra Europas istid - ullhårig noshörning, mammutar, bisonoxar, renar, myskoxar och grottbjörnar - nådde aldrig så långt söderut som till Gibraltar. Klimatet vid Gibraltar var tempererat och stabilt året runt på grund ortens läge i söder, avstånd från bergen vid kusten och position vid Medelhavets kust som mildrade klimatets svängningar mellan sommar och vinter Gibraltar kan kallas Afrika i Europa där djur, växter och neandertalarna var skyddade från istidens värsta effekter.

## Gibraltar-neandertalarnas levnadssätt

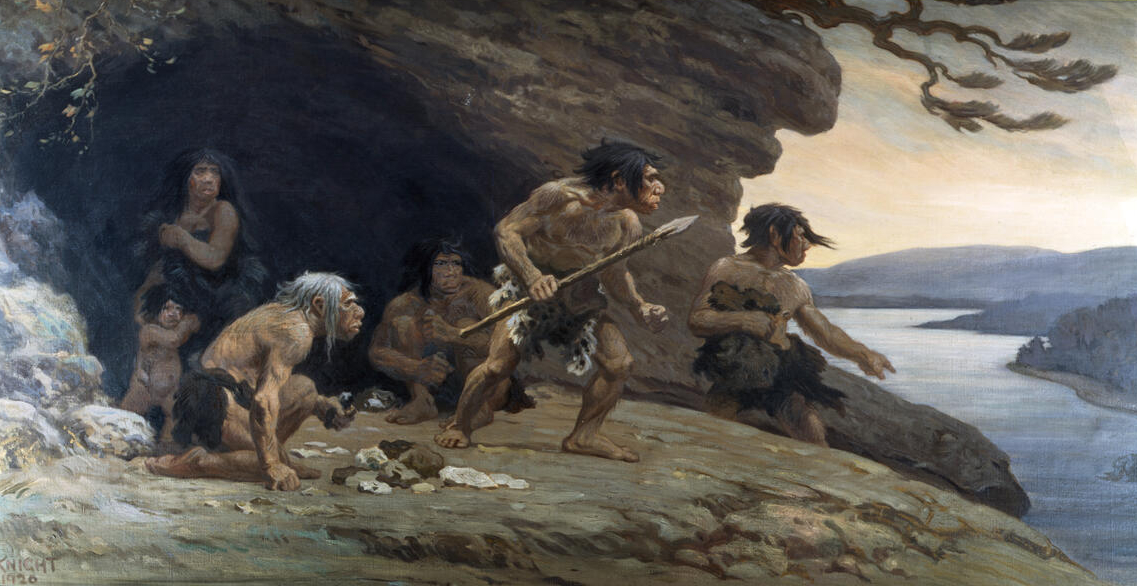
Neandertal familj i Le Moustier, Frankrike, av Charles R. Knight (1920).

Fynden från Gibraltars grottor visar att neandertalarna bebodde halvön i minst 100 000 år. De stannade förmodligen inte där året runt utan bodde i vitt spridda grupper som vandrade över öppna savanner och våtmarker vid kusterna på södra Iberiska halvön för att få sin försörjningar över årets olika årstider. De tros ha följt djurens rörelser, till exempel till vattenhål under torra sommarperioder. Gibraltars gynnsamma klimat kan ha inneburit ett ganska konstant aktivitetsmönster under året runt tack vare det milda klimatet. Neandertalarna längre norrut, fick anpassa sitt levnadssätt mera efter årstiderna.
De djurben som hittats i grottorna visar att neandertalarna var aktiva jägare. Deras huvudsakliga byten verkar ha varit stenbockar, som det fanns gott omkring berget. Rådjur och andra betande djur är också väl företrädda i fynden. Farliga djur att jaga som vildsvin, uroxe och noshörningar verkar man ha undvikit - förståeligt med tanke på att neandertalarna tros ha förlitat sig på att använda spjut som stacks i bytet på nära håll.
Förutom stora djur ingick också mycket stora mängder små däggdjur och fåglar i neandertalarnas föda. 80% av benen som hittats i grottorna tillhör kaniner, som fanns i stora mängder i de kustnära sanddynerna. Neandertalarna utnyttjade Gibraltars läge som en av Europas knutpunkter för flyttfåglar genom att fånga fåglar och äta dem i stora mängder. 145 arter av fåglar, vilket motsvarar en fjärdedel av Europas fågelarter, är representerade i fynden från grottorna, vilket gör platserna till de med rikaste fynd av fossila fåglar i Europa. De åt också sköldpaddor och till och med munksälar, vilket antyder att de kanske jagade eller åtminstone tillvaratog strandade kadaver av marina däggdjur. De åt skaldjur i stora mängder. Många musselskal har hittats i grottorna, vilket indikerar att neandertalarna samlade dem från havsstranden och transporterade dem över en betydande sträcka. Kanske bar de dem i påsar gjorda av djurskinn.
Neandertalarnas födoresurser verkar ha förblivit konstanta under 100 000 år av deras bosättning, liksom deras verktyg. Det är naturligt eftersom de inte hade förändringar i sin lokala miljö hade de heller ingen anledning att utveckla nya teknologier. De neandertalare som bodde i norra Europa hade helt andra villkor. Detta teknologiska stillastående är klart synlig i de artefakter som hittats i Gibraltar. De yngsta verktygen som har hittats där är nästan identiska med de äldsta. De är alla uteslutande exempel på Moustérienkulturen. Den typ av flintverktyg som först utvecklades för cirka 300 000 år sedan. Neandertalarna använde till och med samma eldstad i Gorham's Cave i över 8000 år. Ben från djur i närheten visar att neandertalarna använde grottorna för matlagning och slakt. Brända ben och ben med skärspår från flintknivar av vanliga fynd
Neandertalarna försvann från Gibraltar för cirka 42 000 år sedan. De försvann inte under den senaste istidens maxima. För mellan 45 000 och 42 000 år sedan blev klimatet plötsligt extremt kallt, torrt och även ostabilt, förhållanden för runt 42 000 år sedan som var ungefär samtida med neandertalarnas försvinnande. Den bördiga savannen ersattes av tallskogar på Iberiska halvön medan högre terräng blev en torr stäpp. Födoresurserna som var tillgängliga för Gibraltars neandertalare förändrades avsevärt, med många arter som försvann och bara delvis ersattes av mera köldtoleranta arter som renar och hästar, som inte förekommit i området före dessa händelser. Så småningom skulle den avtagande tillgången på föda och andra resurser ha varit en press på neandertalarna som minskade i antal. De sista resterna övergav kanske sin neandertalidentitet och blandades med andra grupper av moderna människor.